# Eurytaphria puratilineata
Eurytaphria puratilineata là một loài bướm đêm trong họ Geometridae.